# يعقوب الدورقي
أبو يوسف يعقوب بن إبراهيم بن كثير بن زيد بن أفلح بن منصور بن مزاحم العبدي القيسي الدورقي حافظ وإمام في الحديث النبوي.

## سيرته
ولد سنة 166 هـ. وكان أكبر من أخيه أحمد بعامين رأى الليث بن سعد، وحدث عن عبد العزيز بن أبي حازم، وهشيم، وسفيان بن عيينة، وعبد العزيز الدراوردي، وجرير، ويحيى بن أبي زائدة، وغندر، وحفص بن غياث، وابن علية، وحميد بن عبد الرحمن الرؤاسي، وشعيب بن حرب، والمحاربي، وعبيد الله الأشجعي، ويحيى القطان، ووكيع، ويزيد، وعثمان بن عمر العبدي.
حدث عنه: الجماعة الستة، وأبو زرعة، وأبو عبيد بن المحاملي، وأخوه القاضي أبو عبد الله، وأبو حاتم، وابن أبي الدنيا، وزكريا خياط، ومحمد بن هارون الروياني، وابن خزيمة، وابن صاعد، وابن أبي داود، وأبو العباس السراج، ومحمد بن مخلد العطار. وثقه النسائي وغيره.

## الجرح والتعديل
- قال الخطيب: «كان ثقة حافظا متقنا صنف المسند».
- قال أبو حاتم: «صدوق».
- قال محمد بن سعد: «حدثنا يعقوب بن إبراهيم فذكر حديثا».
- قال أبو بكر الخطيب: «حدث عنه ابن سعد».

## وفاته
قال البغوي وجماعة مات الدورقي سنة 253 هـ.